# Catingueira
Catingueira este un oraș în Paraíba (PB), Brazilia.